# 卢克·托马斯
卢克·乔纳森·托马斯（英語：Luke Jonathan Thomas，2001年6月10日—），是一名英格蘭職業足球員，司职后卫，曾被英冠球會莱斯特城外借至米杜士堡。

## 俱樂部生涯
卢克·托马斯出自莱斯特城青训，司职后卫，由于球队主力左后卫的受伤，在2020年7月16日莱斯特城2-0谢菲尔德联的英超比赛中完成一线队首秀，并在比赛中为阿约泽·佩雷斯送上助攻。
2019-20赛季中，他在英超联赛中总共出场三次。2020年8月25日，俱乐部宣布与他签下来一份新的长期合约。
2020年11月26日，托馬斯在与布拉加的欧联杯比赛中打进一线队首球。
2021年5月11日，托馬斯在球隊對上曼聯的比賽踢進了自己第一個英超進球，這是萊斯特城自1998年以來他們在老特拉福德球场的首場勝利。

## 国家队生涯
卢克·托马斯曾入选英格兰U18、U19国家队，并于2020年10月13日在与威尔士的比赛中完成U20国家队首秀。

## 榮譽

### 俱乐部
莱斯特城
- 英格蘭足總盃冠軍：2020-21賽季[6]
- 英格蘭社區盾冠軍：2021年

### 國家隊
英格蘭U21
- 歐洲U-21足球錦標賽冠軍：2023年[7]

## 生涯数据
最後更新：2021年5月23日
| 俱乐部      | 赛季     | 联赛     | 联赛 | 联赛 | 足总杯 | 足总杯 | 联赛杯 | 联赛杯 | 其他 | 其他 | 总计 | 总计 |
| 俱乐部      | 赛季     | 级别     | 出场 | 进球 | 出场   | 进球   | 出场   | 进球   | 出场 | 进球 | 出场 | 进球 |
| ----------- | -------- | -------- | ---- | ---- | ------ | ------ | ------ | ------ | ---- | ---- | ---- | ---- |
| 莱斯特城U23 | 2018–19  | –        | –    | –    | –      | –      | –      | –      | 1    | 0    | 1    | 0    |
| 莱斯特城U23 | 2019–20  | –        | –    | –    | –      | –      | –      | –      | 5    | 0    | 5    | 0    |
| 莱斯特城    | 2019-20  | 英超     | 3    | 0    | 0      | 0      | 0      | 0      | 0    | 0    | 3    | 0    |
| 莱斯特城    | 2020-21  | 英超     | 14   | 1    | 3      | 0      | 1      | 0      | 7    | 1    | 25   | 2    |
| 莱斯特城    | 总计     | 总计     | 17   | 1    | 3      | 0      | 1      | 0      | 7    | 1    | 28   | 2    |
| 生涯总计    | 生涯总计 | 生涯总计 | 17   | 1    | 3      | 0      | 1      | 0      | 13   | 1    | 34   | 2    |

1. 1 2  指英格兰足球联赛锦标赛
2. ↑  出场于欧联杯